# 清水镇 (武威市)
清水镇，是中华人民共和国甘肃省武威市凉州区下辖的一个乡镇级行政单位。
2015年，甘肃省民政厅批复同意撤销清水乡，设立清水镇。

## 行政区划
清水镇下辖以下地区：
上四村、王锐村、苏邓村、张清村、蚂蝗村、王胜村、菖蒲村、杨台村、白塔村和河西村。